# ایلدیکو بانشاگی
ایلدیکو بانشاگی (مجاری: Ildikó Bánsági؛ زادهٔ ۱۹ اکتبر ۱۹۴۷) بازیگر اهل مجارستان است.
از فیلم‌ها یا برنامه‌های تلویزیونی که وی در آن نقش داشته است، می‌توان به هانوسن، مفیستو، خاطراتی برای بچه‌هایم و راه دیگر اشاره کرد.